# Dom jednorodzinny przy ul. Zielonego Dębu 21 we Wrocławiu
Dom jednorodzinny przy ul. Zielonego Dębu 21 – modernistyczny budynek mieszkalny na osiedlu Dąbie we Wrocławiu, wybudowany jako dom eksperymentalnego osiedla wystawy WUWA według projektu Ludwiga Moshamera.

## Historia
Zaprojektowany przez Ludwiga Moshamera dom jednorodzinny powstał w północnej części wzorcowego osiedla zorganizowanej w roku 1929 wystawy „Mieszkanie i miejsce pracy” u zbiegu ulic Zielonego Dębu i Dembowskiego (wówczas Grüneicher Weg i Zimpeler Straße). Ta część osiedla przeznaczona była na prezentację wolno stojących domów jednorodzinnych. Wraz sąsiednimi domami: nr 36 autorstwa Moritza Haddy, nr 35 Heinricha Lauterbacha i 28 Emila Langego oraz dwurodzinnymi domami nr 25–26 Theo Effenbergera, 29–30 Paula Häuslera i nieistniejącym już domen nr 32–30 Gustava Wolfa był przykładem luksusowej willi przeznaczonej dla zamożniejszych mieszkańców, podczas gdy mieszkania w pozostałych domach były lokalami spełniającymi warunki minimum egzystencjalnego. Był ostatnim z prezentowanych na osiedlu domów, otrzymał numer porządkowy 37. Architekt zaprojektował ten dom z myślą o użytkowniku reprezentującym pewną warstwę społeczną: wyższym urzędniku, kupcu czy przedstawicielu wolnego zawodu prowadzącym swoją pracownię w centrum miasta. Lokator tego domu miał mieszkać wraz ze swoją rodziną, miał też zatrudniać służącą. 
Dom nr 37 tak jak pozostałe domy wzorcowego osiedla powstawał wiosną 1929 r., a jego prezentacja wraz z wnętrzem i kompletnym wyposażeniem trwała od 15 czerwca do 30 września tegoż roku. Po wystawie inwestor a jednocześnie pierwszy właściciel domu wynajął go na okres 2 lat celem przetestowania proponowanych rozwiązań.
Jako pierwszy z całego osiedla został w roku 2012 poddany gruntownemu remontowi przywracającemu mu wygląd pierwotny.

## Architektura
Dom wykonany jest z cegieł o grubości 44 cm. Powierzchnia użytkowa wynosi 149 m². Rzut budynku tworzą dwa prostokąty połączone ze sobą pod kątem rozwartym. Dzięki temu obie bryły, w których ulokowano pomieszczenia części dziennej: jadalnię i pokój dzienny otrzymują od strony południowej duża ilość promieni słonecznych. Po przeciwnej stronie umieszczono część nocną: sypialnie i łazienkę dostępną z obu sypialni. Na górnej kondygnacji znajduje się pokój gościnny i dodatkowa łazienka. 

## Galeria zdjęć
Rzuty kondygnacji

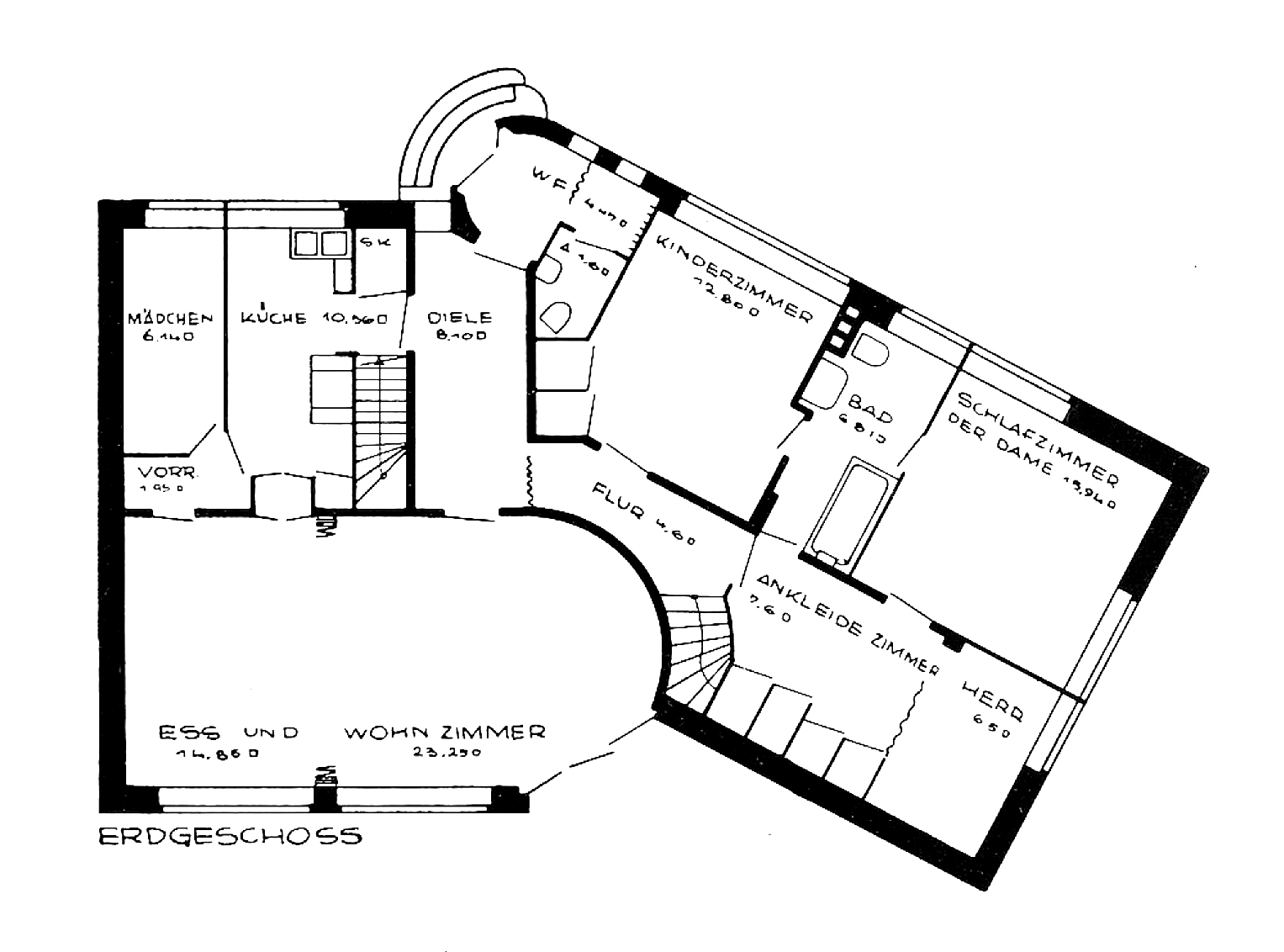
Rzut parteru
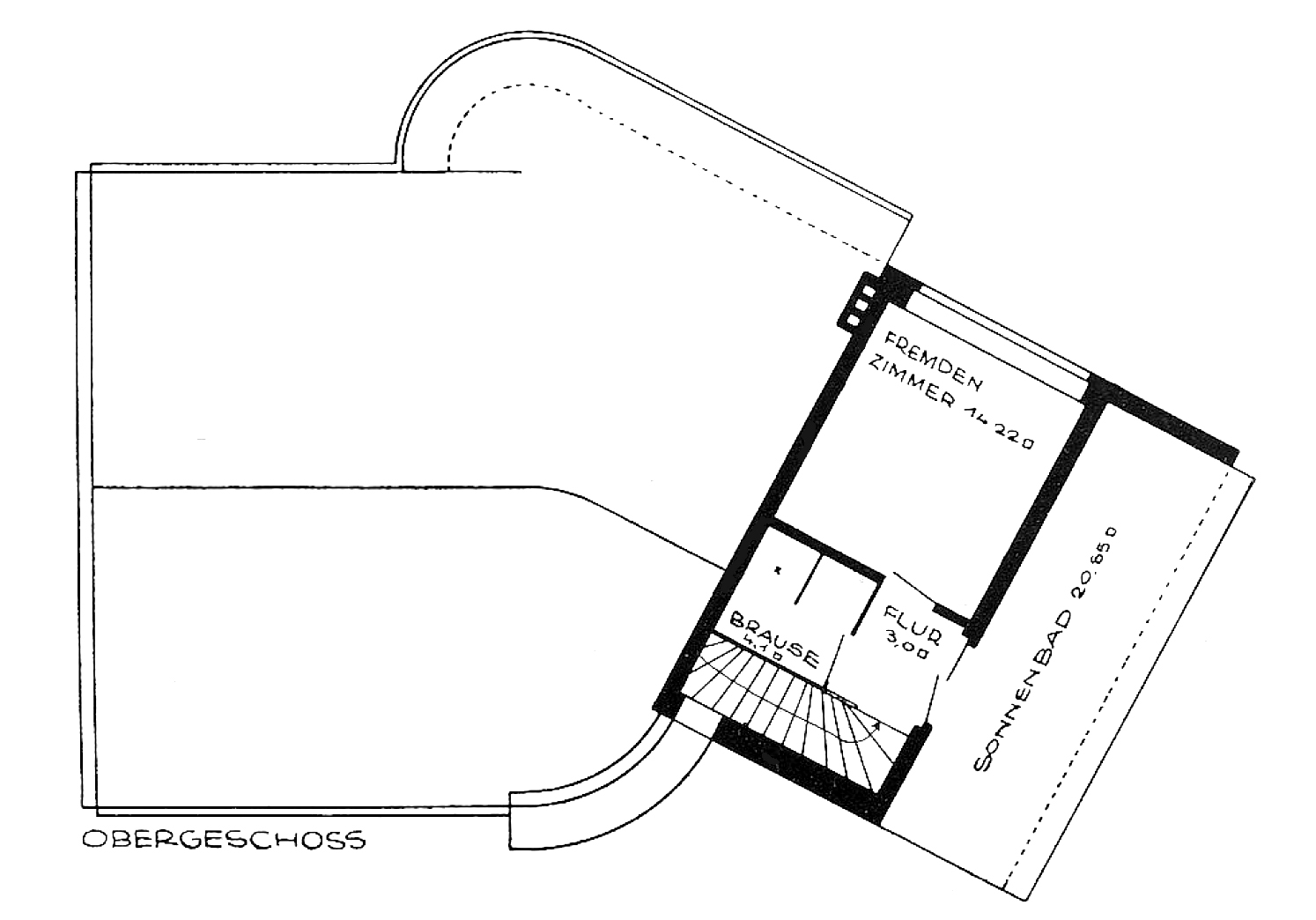
Rzut I piętra

Dom w czasie wystawy w 1929

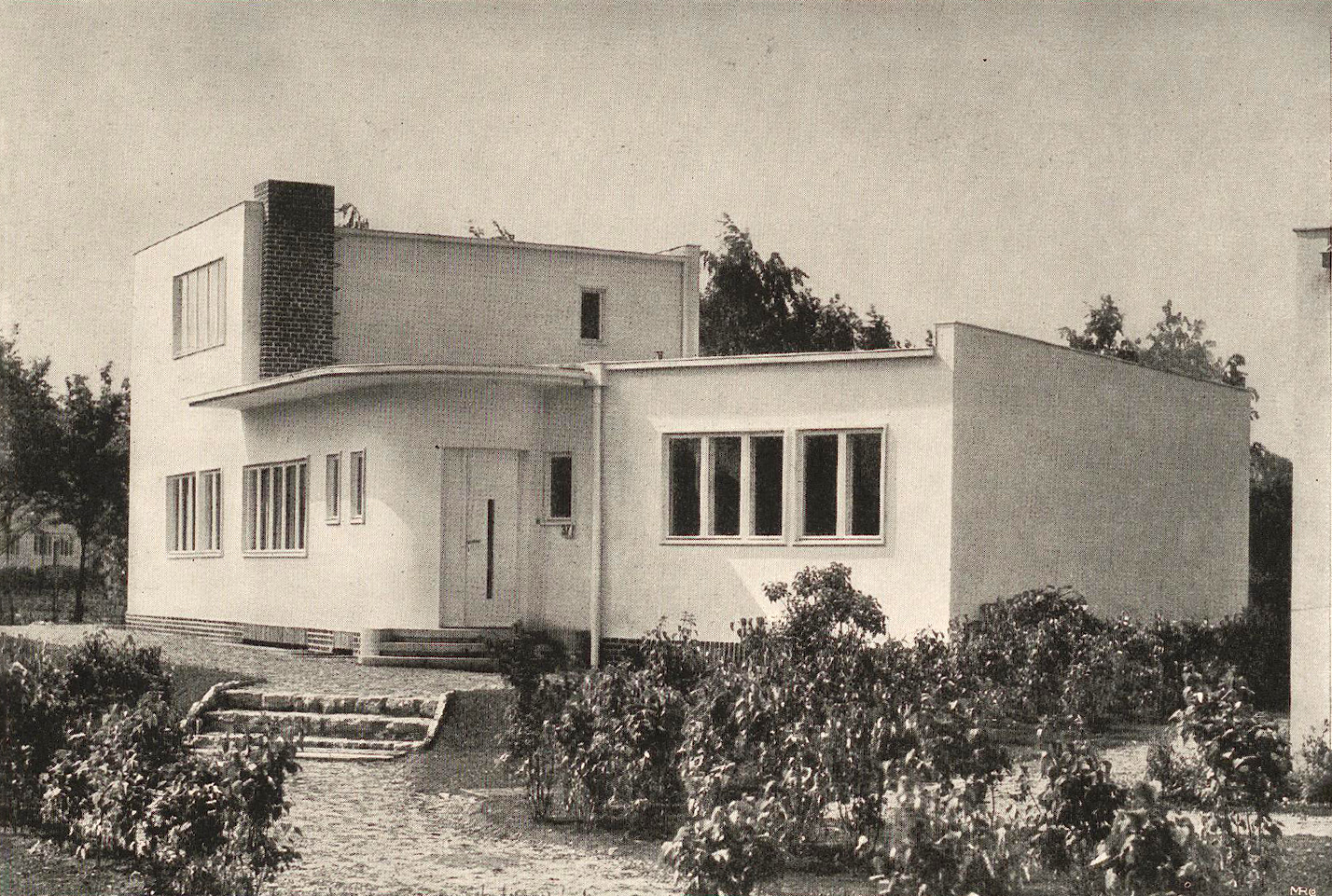
Widok od ulicy Zielonego Dębu. Elewacja północna i zachodnia
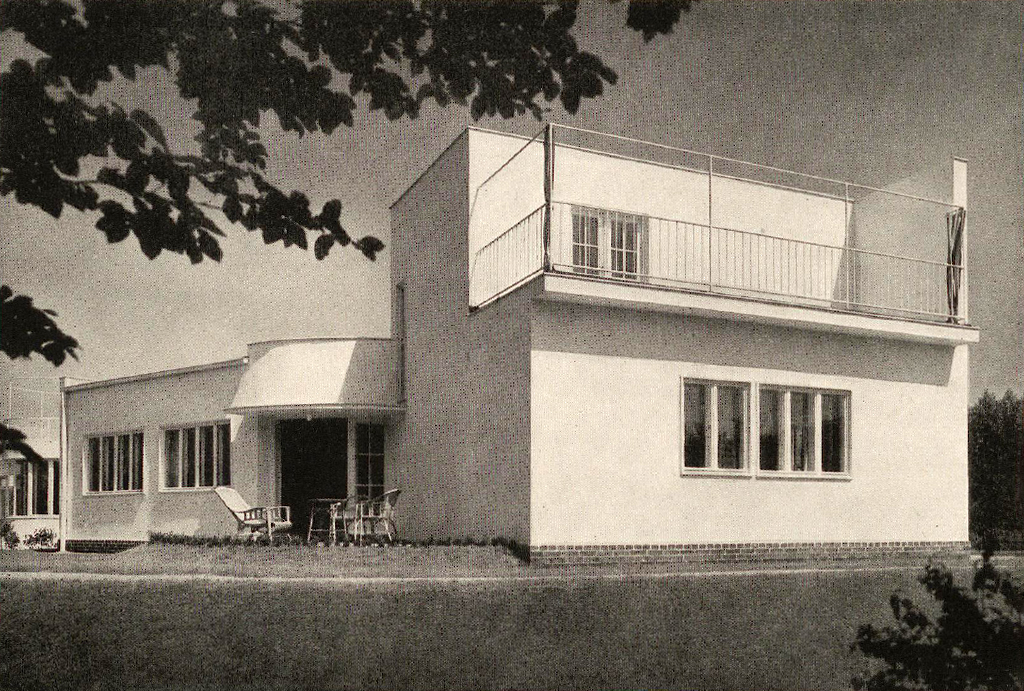
Widok od ogrodu. Elewacja południowa i wschodnia
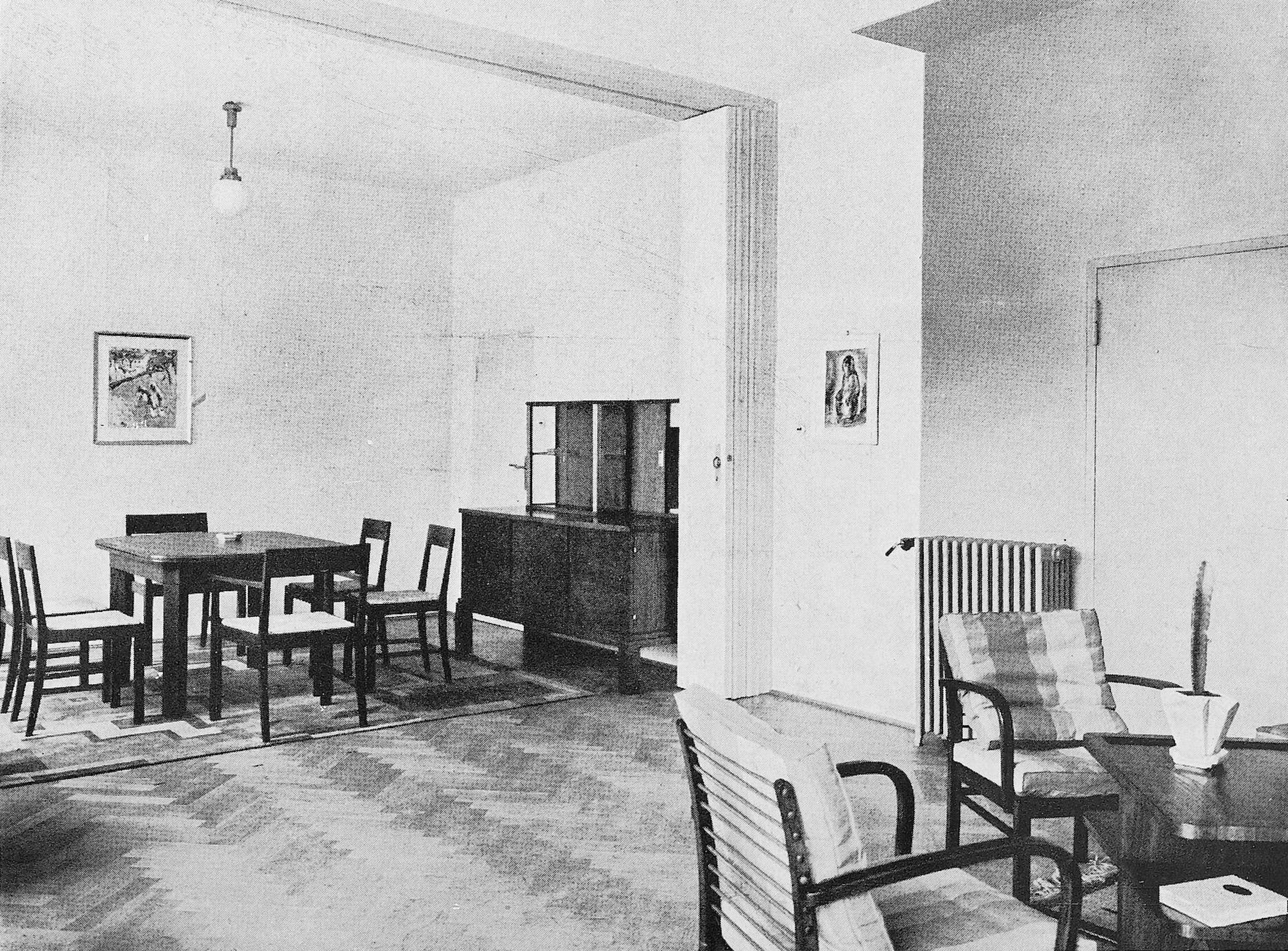
Pokój dzienny i jadalnia
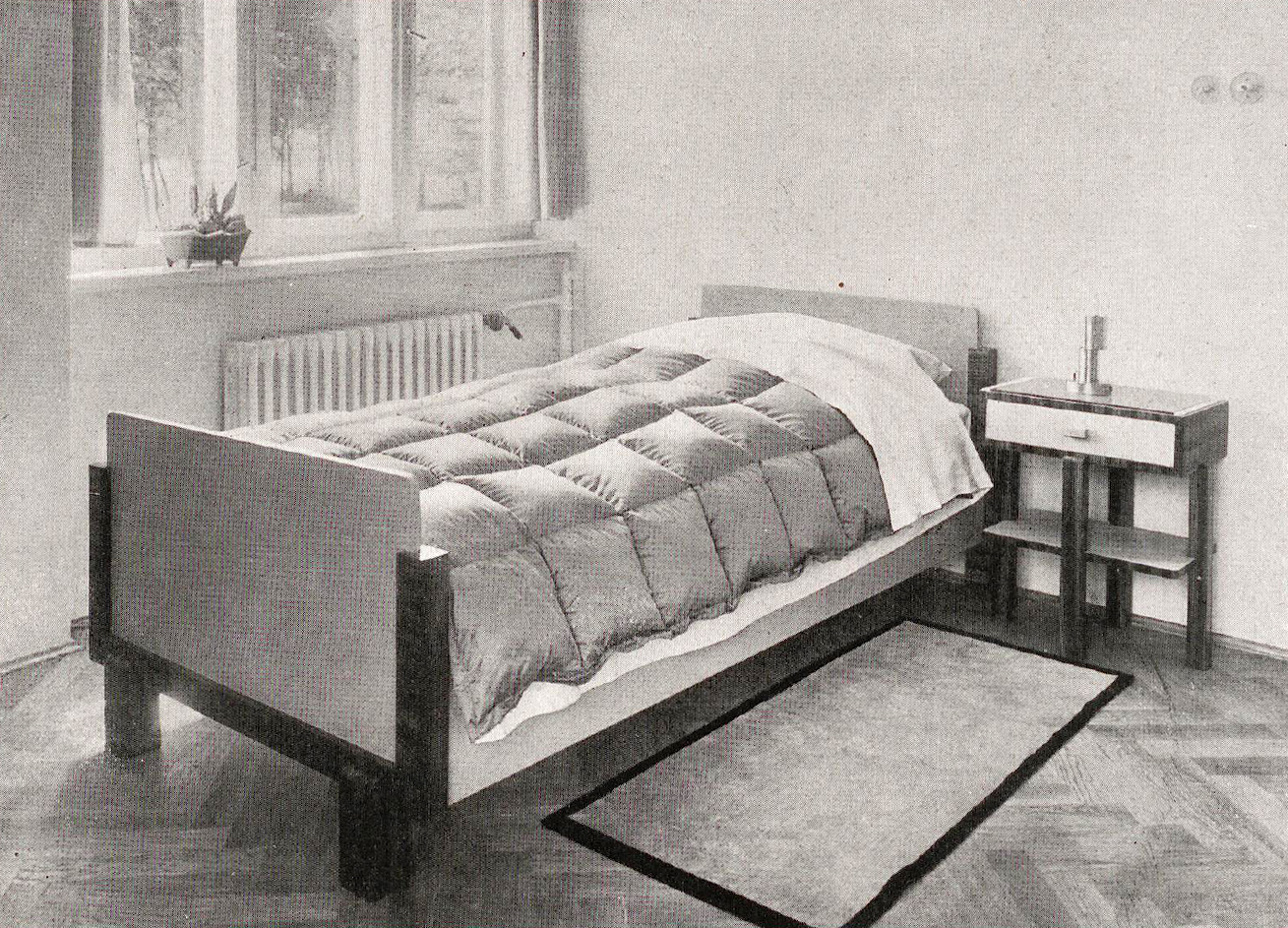
Sypialnia pani domu
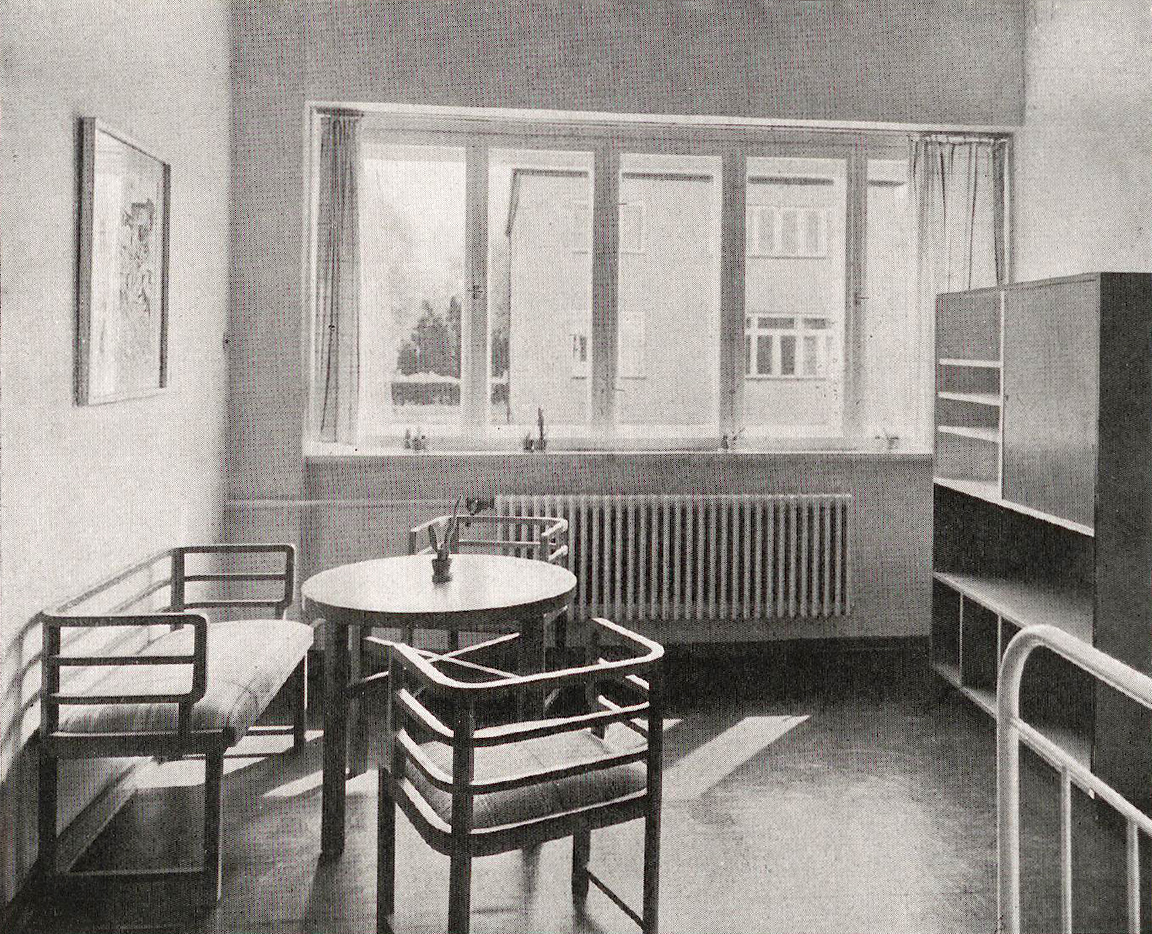
Pokój dla dzieci

Dom współcześnie

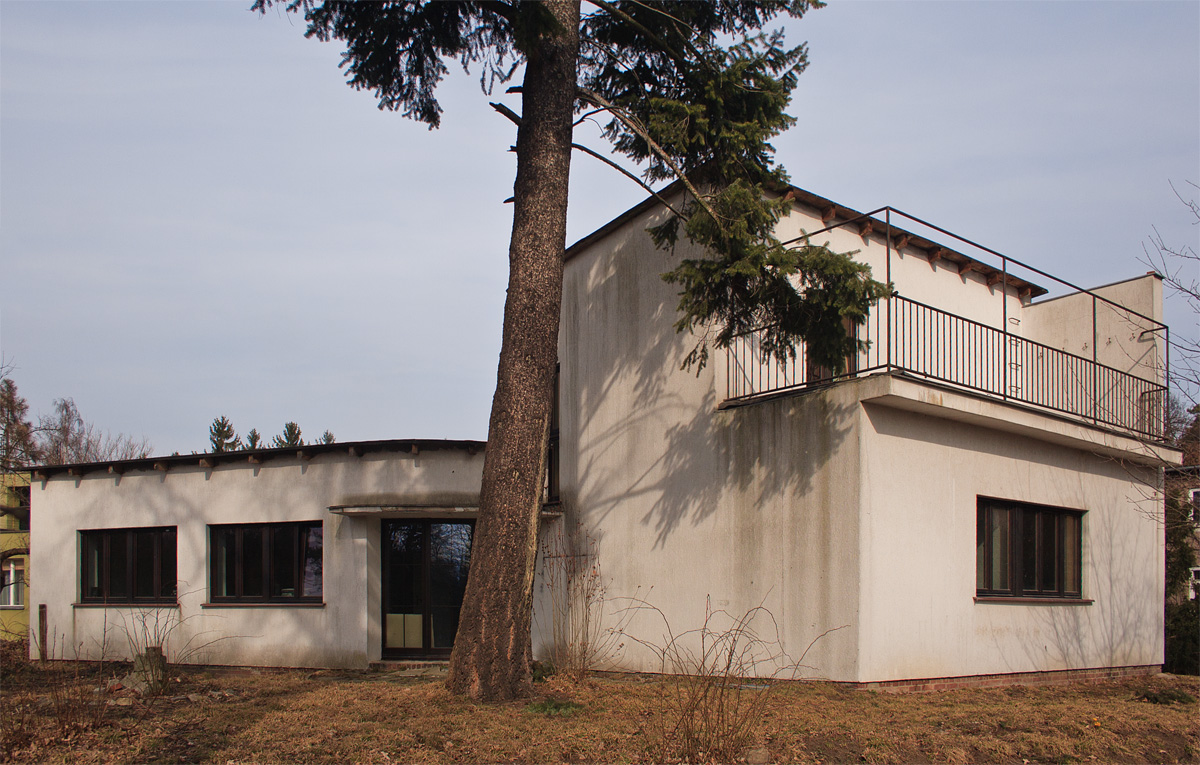
Dom przed wykonaniem remontu w marcu 2011
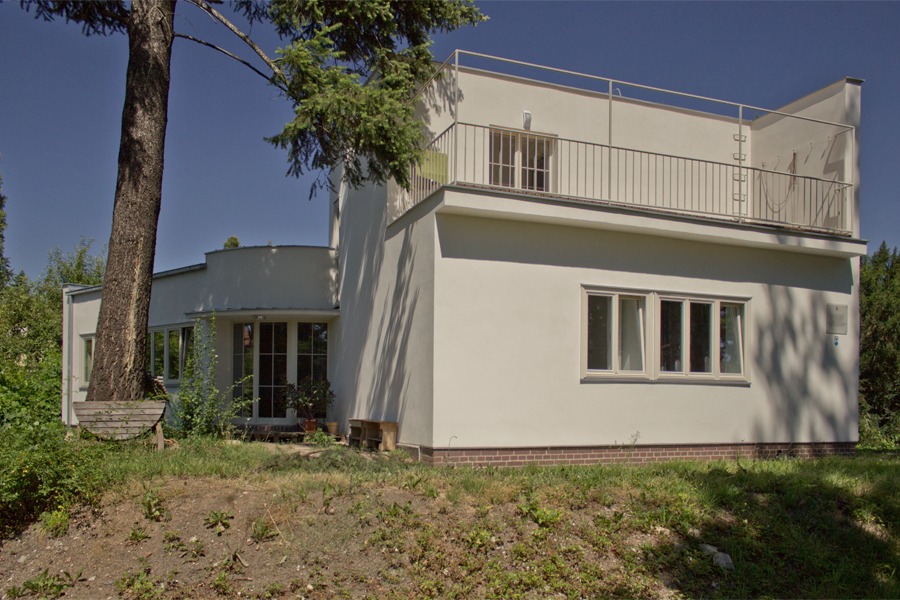
Dom po remoncie w sierpniu 2013